# Amala (divisió administrativa)
Una amala —àrab: عمالة, ʿamāla— és una ‘província’, ‘districte’ o ‘regió administrativa’, en àrab.
Actualment, al Marroc és una subdivisió administrativa de segon nivell, de caràcter urbà, juntament amb els iqlims o províncies. El govern marroquí tradueix el mot per ‘prefectura’. Actualment el Marroc es divideix en 62 iqlims o províncies i 13 amales o prefectures urbanes: Agadir Ida-Outanane, Casablanca, Fes, Inezgane-Aït Melloul, M'diq-Fnideq, Marràqueix, Meknès, Mohammédia, Oujda-Angad, Rabat, Salé, Skhirate-Témara i Tanger-Assilah.